# Natálie Kuxová
Natálie Kuxová (* 30. September 2003 in Olmütz) ist eine tschechische Handballspielerin.

## Karriere

### Im Verein
Natálie Kuxová spielte zunächst für den DHK Zora Olomouc. Im Juli 2022 wurde sie als Nachwuchstalent der Saison ausgezeichnet. 2023 wechselte sie zu DHK Baník Most. Mit Most spielte sie in der EHF European League 2023/24, wobei sie jedoch direkt gegen den ersten Gegner ausschieden. Im Hin- und Rückspiel war Kuxová jeweils die Topscorerin ihres Teams und erzielte insgesamt 12 Treffer. Mit Most gewann sie 2024 die tschechische Meisterschaft.

### In Auswahlmannschaften
Ihr Debüt für die tschechische Nationalmannschaft gab sie im Oktober 2022 gegen Schweden. Bei der Weltmeisterschaft 2023 belegte sie mit Tschechien den 8. Platz.